# Топоры (Псковская область)
Топоры́ — деревня в Невельском районе Псковской области России. Входит в состав Туричинской волости.

## География
Расположена на южном прибрежье озера Рясо, в 25 км к юго-западу от райцентра, города Невель, и в 8 км к северо-западу от бывшего волостного центра, деревни Новохованск.

## Население
| 2001 | 2002 | 2010 |
| ---- | ---- | ---- |
| 34   | ↘33  | ↘23  |

Численность населения деревни по оценке на начало 2001 года составляла 34 человека.

## История
С января 1995 до декабря 2005 года деревня входила в состав ныне упразднённой Новохованской волости.